# Sessano del Molise
Sessano del Molise là một đô thị ở tỉnh Isernia trong vùng Molise, có cự ly khoảng 30 km về phía tây bắc của Campobasso và khoảng 9 km về phía đông bắc của Isernia. Tại thời điểm ngày 31 tháng 12 năm 2004, đô thị này có dân số 871 và diện tích là 24,7 km².
Sessano del Molise giáp các đô thị: Carpinone, Chiauci, Civitanova del Sannio, Frosolone, Miranda, Pesche, Pescolanciano.